# Миртил
Миртил (др.-греч. Μυρτίλος) — персонаж древнегреческой мифологии. Сын Гермеса.
Служил возничим у царя Эномая. Хозяин Миртила был известен тем, что убивал всех женихов своей дочери Гипподамии. Обязательным условием жениху была поставлена победа в гонке колесниц. Так как Эномай обладал особыми конями, с которыми никто не мог сравниться в быстроте, то он легко догонял соперника и убивал копьём. Миртил, то ли вследствие любви к Гипподамии, то ли из-за обещанной награды, предал Эномая. Перед состязанием с Пелопом Миртил не укрепил должным образом колёса колесницы. В самый ответственный момент повозка Эномая разлетелась, и победу в гонке одержал Пелоп.
По достижении желаемого Пелоп не только не отблагодарил Миртила, но убил, а тело скинул в море. Перед смертью возница проклял Пелопа и весь его род. Проклятие Миртила, преследовавшее род Пелопидов, стало популярным у древнегреческих трагиков. С ним связывали беды и страдания сыновей, внуков и правнуков Пелопа, среди которых были такие знаковые мифологические персонажи как Агамемнон, Менелай, Электра и Орест.

## Мифы

### Происхождение
По классической версии мифа Миртил был сыном Гермеса и Клеобулы, дочери Эола или Этола. В разных античных источниках и схолиях матерью Миртила называют двух данаид и амазонку Мирто. Согласно отличной от других версии Николая Дамасского Миртил был сыном некого Гиперохида и родственником Эномая.

### Служба у Эномая
Античные источники представляют Миртила слугой-возничим царя города Писа в Элиде Эномая. Отец Эномая, бог войны Арес, подарил сыну лошадей, с которыми никто не мог сравниться в скорости. Также у Эномая была красавица-дочь Гипподамия. Однако отец не стремился выдавать её замуж. По одной версии мифа, это было связано с пророчеством относительно того, что он погибнет по вине зятя, по другим — вследствие кровосмесительной страсти отца к дочери. Как бы то ни было, Эномай поставил непременным условием женихам Гипподамии победить его в гонке колесниц. Сначала он давал возможность сопернику вырваться вперёд, а затем легко догонял его и поражал копьём. Таким образом, Эномай убил множество женихов своей дочери. Миртил всё это время служил возничим и правил колесницей царя, когда тот преследовал и убивал женихов Гипподамии.
Пелоп, перед тем как бросить вызов Эномаю, сумел уговорить Миртила предать своего хозяина. В античных источниках существует множество вариаций относительно такого поступка Миртила. Согласно Диодору Сицилийскому возницу подкупили, Псевдо-Гигину — пообещали половину царства, Псевдо-Аполлодору и Первому Ватиканскому мифографу совершить измену его уговорила Гипподамия, которую Миртил любил, пообещав провести с ним первую брачную ночь. Миртил либо не закрепил ступицы колёс, либо заменил их на восковые, что привело к катастрофе и поражению Эномая. Существует несколько вариаций мифа относительно того, каким образом погиб царь Писы. По одной из них перед смертью Эномай, поняв, что его предали, проклял Миртила, пожелав ему погибнуть от руки Пелопа.
Несколько иную версию излагает древнегреческий историк Николай Дамасский. Согласно его «Истории», Пелоп с войском пришёл в страну, где правил Эномай. Царь в качестве посла выбрал Миртила. Миртил прибыл к Пелопу с вопросом о его дальнейших планах. Узнав, что тот желает поселиться в стране Эномая, он возразил, что без согласия местного царя это сделать невозможно, и предложил помощь при условии, что после получит в жёны Гипподамию. Пелоп согласился. Миртил рассказал Эномаю, что Пелоп со своим народом хочет отобрать царство. В битве Миртил, будучи возницей Эномая, убил своего царя, тем самым определив исход сражения.

### Смерть и посмертные мифы
Согласно всем античным источникам, Миртил погиб от руки Пелопа. При этом существует несколько версий относительно обстоятельств его гибели. Псевдо-Аполлодор считал, что Миртил стал служить Пелопу. В какой-то момент, когда его хозяин отлучился, он попытался овладеть Гипподамией. Пелоп, узнав о случившемся, сбросил Миртила в море. Событие произошло у южной оконечности острова Эвбея мыса Герест. Согласно Первому Ватиканскому мифографу Павсанию, Пелоп сбросил Миртила в море, так как не хотел отдавать положенную ему награду. В честь погибшего юго-западная часть Эгейского моря в античности носила название Миртойского. В версии Николая Дамасского Пелоп, захотев после победы над Эномаем жениться на Гипподамии, отвёл Миртила к морю и убил. Таким образом он смог избавиться от соперника и сделать приятное невесте, отомстив непосредственному убийце её отца.
По одному из локальных мифов, труп Миртила был выброшен на берег. Жители города Феней в Аркадии взяли тело и похоронили у себя, позади храма Гермеса, а после воздавали ежегодные почести. Пелоп, по одному из мифов, желая смягчить силу проклятия Миртила, воздвиг в его честь пустой погребальный холм и совершал жертвоприношения на месте, где потерпела крушение колесница Эномая. Насыпь получила название «Тараксипп» или в дословном переводе «Ужас коней», так как в этом месте лошади теряли самообладание и переставали повиноваться своим возницам.
Перед смертью обманутый возница Эномая проклял своего убийцу и весь его род. Это «проклятие Пелопидов» стало одной из причин последующих несчастий в роду детей (Атрей и Фиест), внуков (Агамемнон, Менелай и Эгисф) и правнуков (Орест, Ифигения и Электра) Пелопа. Даже Платон подчёркивал близорукость Пелопа, который в своих действиях, в том числе убийстве Миртила, руководствовался исключительно сиюминутными целями, не думая о более отдалённых последствиях. В ряде случаев ответственным за отмщение Миртила дому Пелопидов называют его божественного отца Гермеса.
После смерти Гермес поместил своего сына на небо созвездием Возничего.

## Происхождение мифа
Антиковеды отмечают, что упоминания о Миртиле отсутствуют в «Илиаде» Гомера и посвящённой Пелопу Олимпийской оде Пиндара (522/518 — 448/438 годы до н. э.). На основании этимологии делается вывод, что имя Миртила характерно для территорий, где были в обращении хетто-лувийские языки, а также расположенных рядом с Малой Азией островов восточной части Эгейского моря. Ульрих фон Виламовиц-Мёллендорф на основании ряда схолий утверждал, что впервые миф о Миртиле был описан в несохранившихся произведениях Ферекида, в которых нашёл отображение местный лесбосский вариант мифа. По нему Эномай был царём острова Лесбос, а состязание с Пелопом происходило на колесницах, запряжённых крылатыми конями, державшими свой путь через Эгейское море к Истму. В пользу этой версии говорит имя деда Миртила по материнской линии Эола, чьей родиной считался Лесбос. Впоследствии, когда локальный миф о Миртиле был подвергнут литературной обработке в произведениях Софокла и Еврипида, он получил широкое распространение по всей Элладе и вне её пределов.

## В искусстве

### Картины и статуи, вазопись

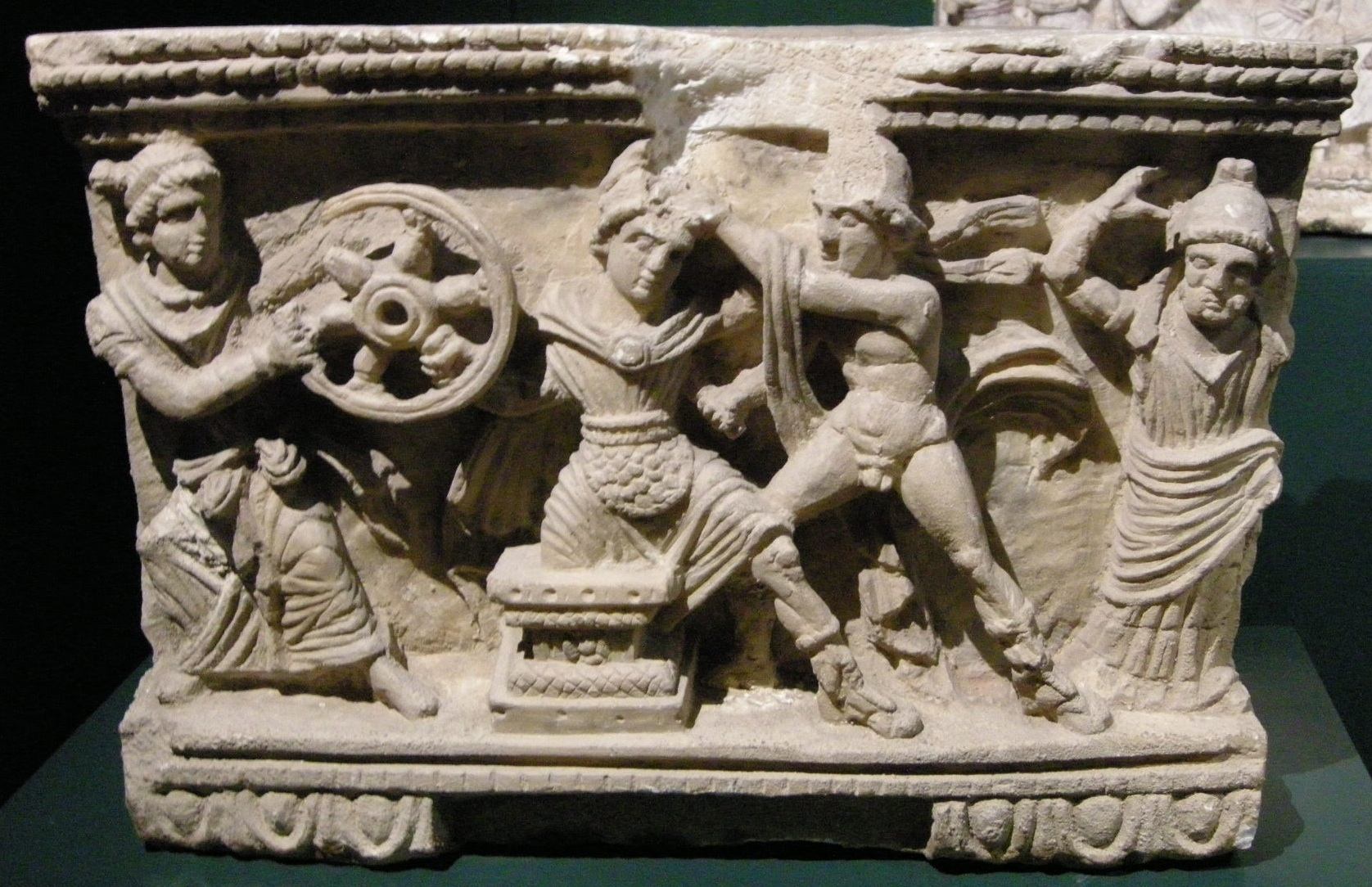
Пелоп убивает Миртила на этрусском саркофаге. Этрусский музей имени Гварначчи, Вольтерра

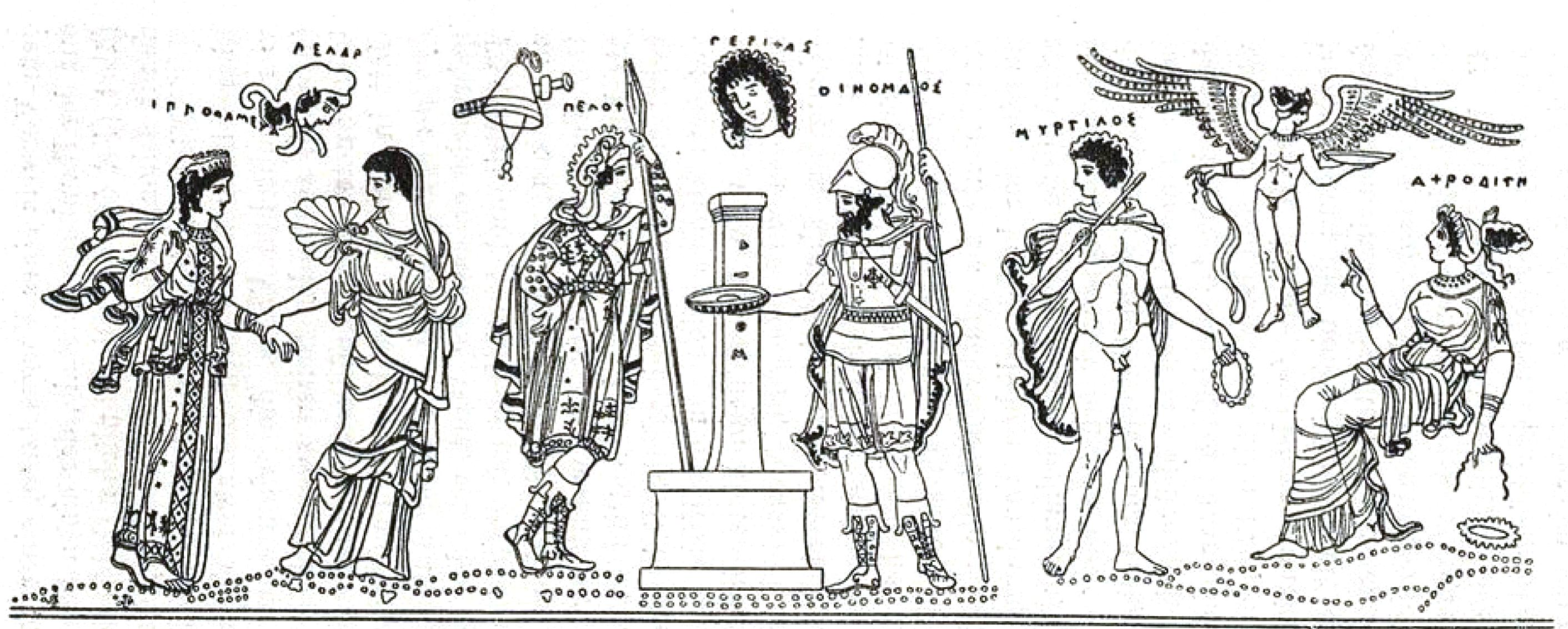
Схематическое изображение персонажей мифа о противостоянии Пелопа и Эномая на античной амфоре. Британский музей, Лондон

Восточный фронтон храма Зевса в Олимпии работы Пеония содержал сцену перед состязанием между Пелопом и Эномаем. Посередине был изображён Зевс, справа от верховного бога — Эномай со своей женой Стеропой, четвёрка лошадей, перед которыми стоит Миртил. За возничим находились двое людей, имена которых неизвестны, по всей видимости, конюхи Эномая. Слева от Зевса расположены Пелоп и Гипподамия, возничий, конюхи и лошади Пелопа.
При описании одной из античных картин с мифом о Пелопе и Эномае Филострат Младший упоминает Миртила в числе других персонажей. При этом ось колесницы подпиливает не возница Эномая, а сконфуженный Эрот. Тем самым автор картины подчёркивает наличие заговора между влюблённой парой Пелопом и Гипподамией.
Различные эпизоды мифа о жизни и смерти Миртила нашли отображение на скульптурных композициях погребальных сооружений и в вазописи.